# Captain Biceps (fumetto)
Captain Biceps è una serie a fumetti realizzata da Zep e Tebo ed edito dalla Glénat.

## Biografia del personaggio
Captain Biceps, alter ego del personaggio Elmer Rateau, diversamente da questi è noto per una muscolatura eccezionale ma non particolarmente intelligente. Indossa un costume è rosso con grandi stelle gialle che ricorda con altri colori il costume di Capitan America. In gioventù ha frequentato la scuola per supereroi dove impara a usare i suoi poteri, a creare il suo costume e a combattere i cattivi.
Gli avversari del personaggio sono numerosi e gli autori richiamano i classici del genere riprendendo famosi personaggi della DC Comics e della Marvel Comics ai quali modificano il nome oppure parodiando personaggi dei manga, del cinema, della letteratura o delle leggende urbane.

## Storia editoriale
Dal 2004 al 2014 sono stati pubblicati sei volumi:
1. L'Invincible (2004)
2. Le Redoutable (2005)
3. L'Invulnérable (2006)
4. L'Inoxydable (2007)
5. L'Intrépide (2011)
6. Le Retour du poing de la justice (2014)

## Altri media

### Televisione
- Captain Biceps (2010): serie televisiva animata realizzata dallo studio Futurikon in 78 episodi di 8 minuti per France 3, Teletoon e Swiss Radio Television (RTS).